# 保安

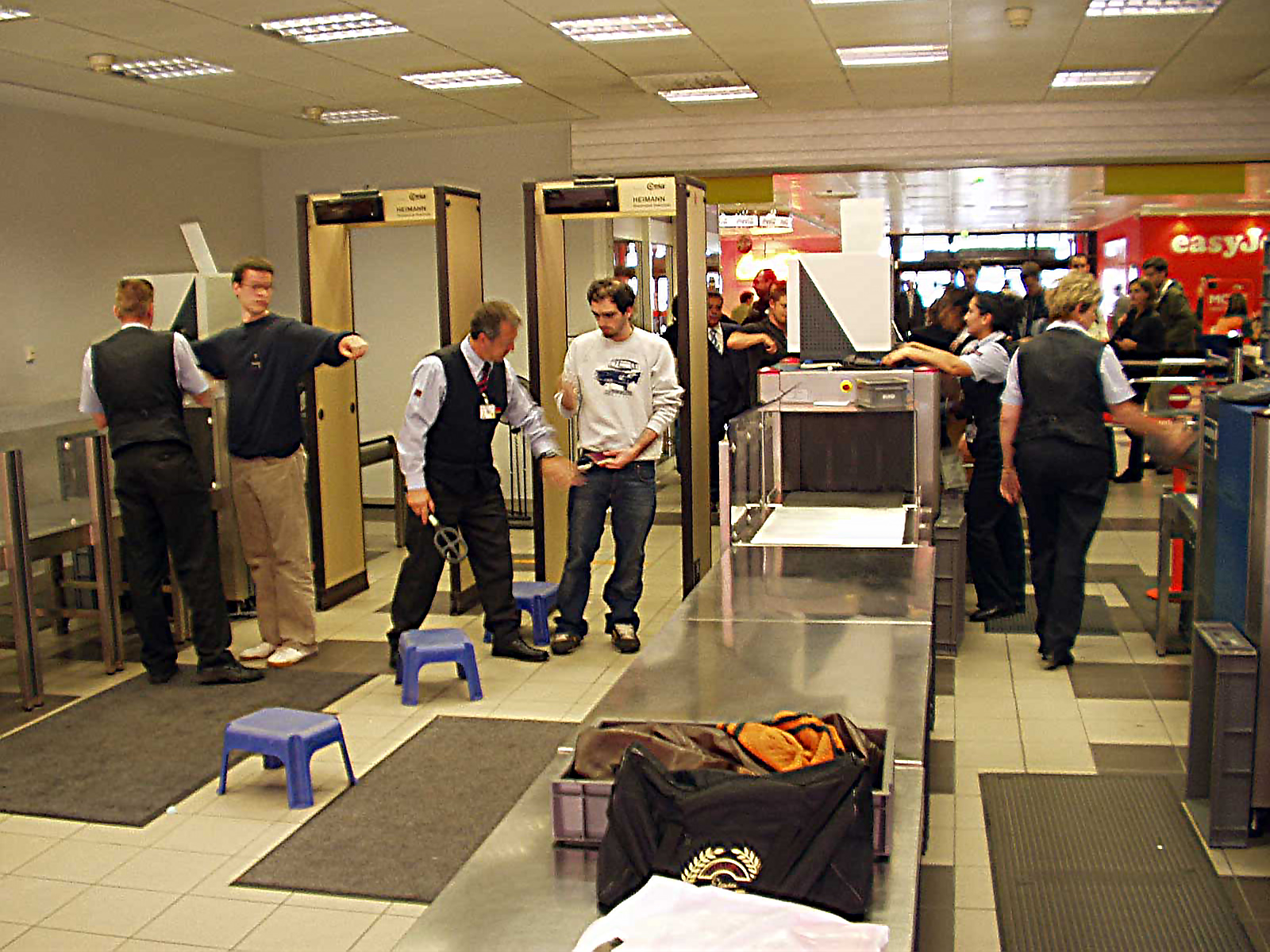
ベルリン・シェーネフェルト国際空港にて、X線装置と金属探知機による保安

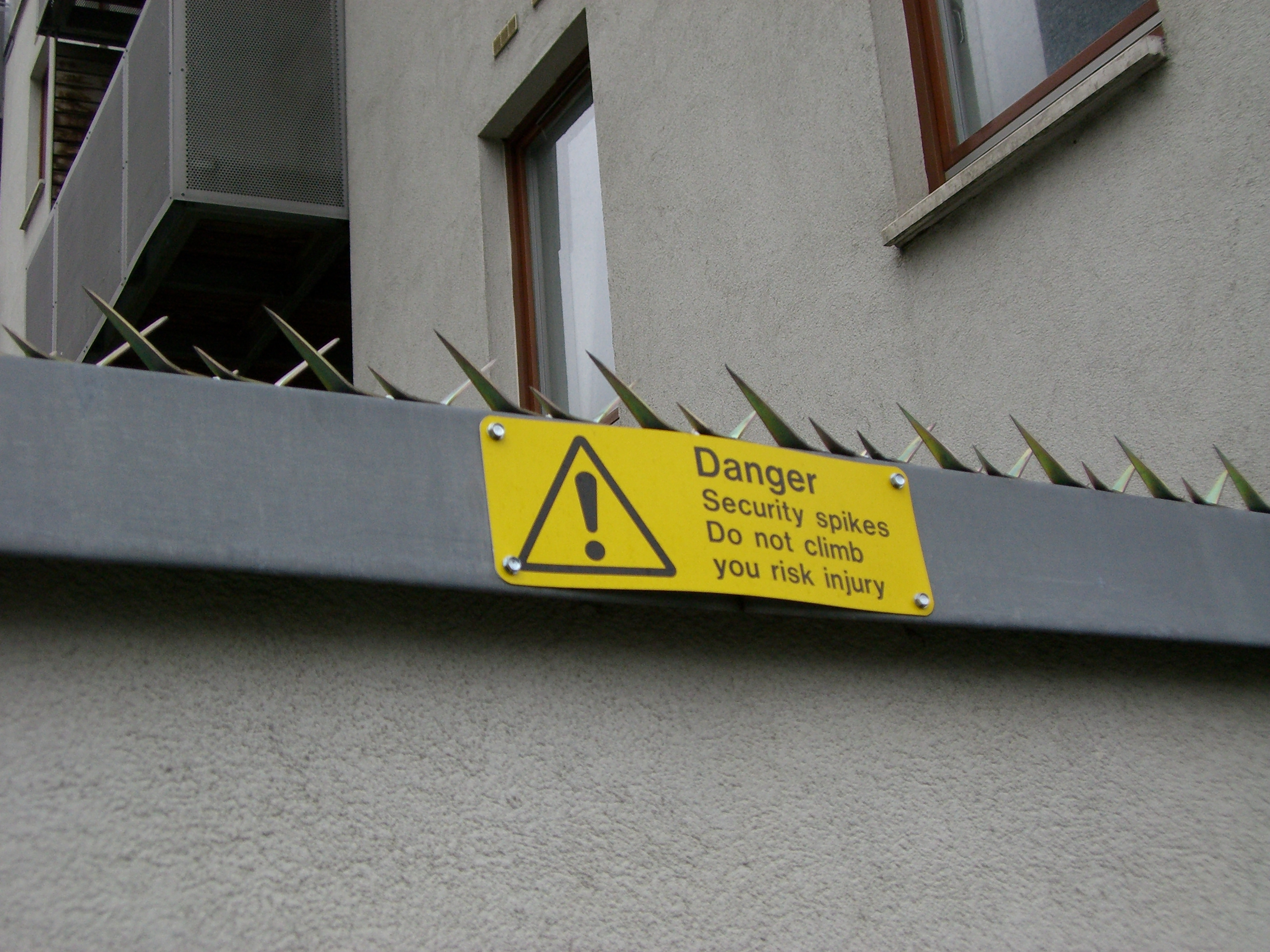
ロンドンイーストエンドのゲーテッド・コミュニティにて、壁上のセキュリティ・スパイク（棘）による保安

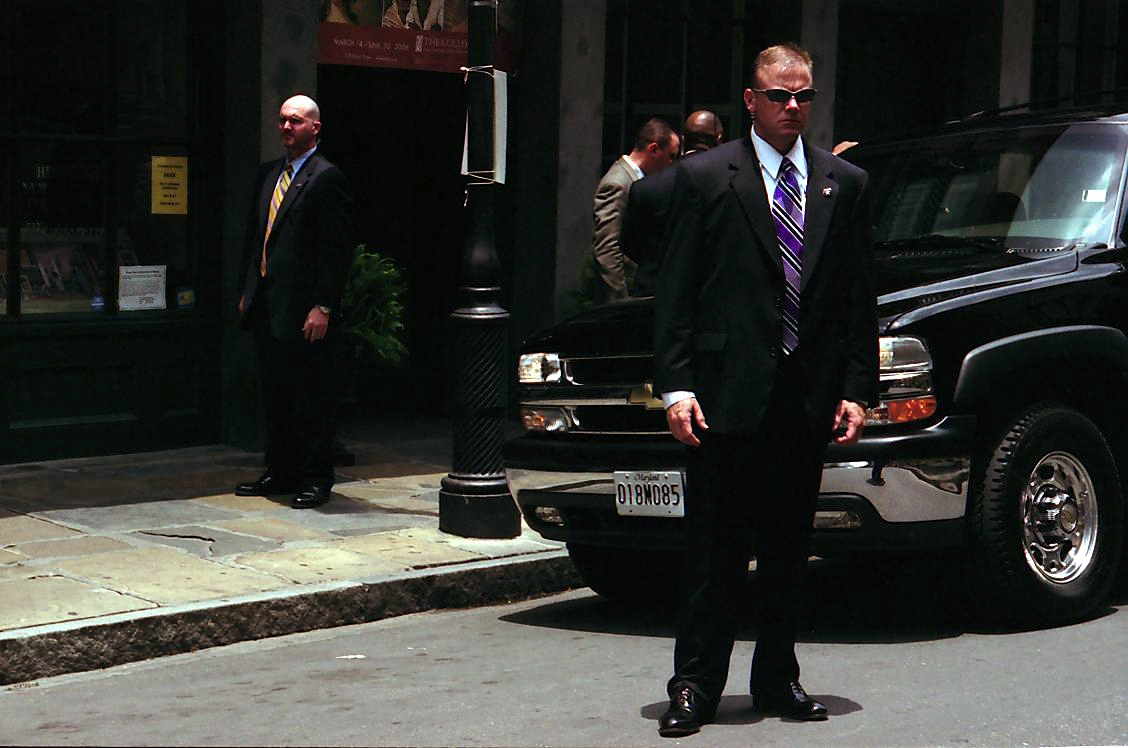
アメリカのローラ・ブッシュ大統領夫人を警護するシークレット・サービス（日本ではセキュリティポリスと呼ばれている）

保安（ほあん）とは、身体や財産などを危険から守り安全な状態を保つこと。不慮の事故や天災から守る防災と、悪意のある人物や団体から守る防犯に大別される。警備やセキュリティ（英語：Security）ともいう。また、国家や政府などが社会秩序を維持することは安全保障や治安と呼ばれる。
日本語では保安対象に応じて、下記のように用語を使い分けることがある。ただし、意味はほぼ同じであり、言葉としての厳密な使い分けはされていない。
- セキュリティ … 貴金属、ネットワーク、コンピュータ、情報などに対して（後2者についてはコンピュータセキュリティおよび情報セキュリティを参照）
- 警備 … 企業・ビル・場所、人、貴金属
- 保安 … 鉄道・海上・航空・山岳
- 治安 … 社会
- 安全保障 … 国家

## 用語
セキュリティに関して共通的に使用される用語（概念）がある。
- リスク（risk） - 何かしらの損失を発生させる事態や状況への可能性。また、考えられる脅威を分析した結果として認識される損失発生の可能性（リスク因子）を指すこともある。リスクの分析をリスク分析という。
- 脆弱性（vulnerability） - リスクを発生させる原因。
- 脅威（threat） - 脆弱性を利用（exploit）して、リスクを現実化させる手段。
- 対抗策（countermeasure） - 脅威がリスクを現実化することを抑止（最小化）しようとする手段。対策ともいう。
- 保証（assurance） - 期待されたセキュリティを備えていることの「確からしさ」を見積もること。
- 評価（evaluation） - 保証の裏付け（エビデンス）を与えること。